# Paul Gruet
Pour les articles homonymes, voir Gruet.
Paul Gruet est un homme politique français né le 5 janvier 1882 à Versailles (Yvelines) et décédé le 1er février 1939 à Auxonne (Côte-d'Or).

## Biographie
Docteur en droit et en sciences politiques en 1905, il est chef de cabinet du préfet de la Côte-d'Or, avant de devenir journaliste à Paris. Il revient comme avocat à Dijon en 1910. Il est conseiller général du canton d'Auxonne en 1913. Il est député de la Côte-d'Or de 1914 à 1919, inscrit au groupe radical, et se montre un parlementaire très actif. Il ne se représente pas en 1919 et entre dans la magistrature, comme juge au tribunal civil de Versailles en 1925, puis comme président du tribunal de Meaux en 1930. Maire d'Auxonne de 1929 à 1933, il redevient député de la Côte-d'Or de 1932 à 1936.

## Sources
- « Paul Gruet », dans le Dictionnaire des parlementaires français (1889-1940), sous la direction de Jean Jolly, PUF, 1960 [détail de l’édition]